# Bellovesus
Bellovesus este o figură din legenda galică. Se spune că ar fi invadat cu oamenii lui în jurul anului 600 sau 400 î.H. nordul Italiei.
Legenda - Bellovesus este transmisă de istoricul roman Titus Livius în lucrarea sa Ab urbe condita. Potrivit acestuia, Bellovesus era fiul surorii regelui Ambicatus. Familia sa aparținea tribului Biturigen, care era cel mai puternic trib galic la acea vreme. În acest timp populația Galiei a crescut atât de mult încât a devenit necesară dezvoltarea unor noi zone de așezare. Bellovesus și fratele său Segovesus au fost încredințați cu această sarcină. În timp ce Segovesus a primit un semn de la zei să caute noi zone în Pădurea Hercinică, Bellovesus a fost condus în nordul Italiei, mai târziu în provincia Gallia cisalpina.
Se presupune că Bellovesus a luat cu el surplusul de populație de șase triburi în călătoria prin Alpi : Biturigen, Arverni, Senones, Aedui, Ambarrer, Carnuten și Aulerci. Cu toate acestea, Alpii au reprezentat inițial un obstacol de netrecut. Abia după ce Bellovesus îi sprijinise pe unii greci care debarcaseră pe teritoriul Salluvierilor în întemeierea Massiliei (Marsilia) și urmau astfel un semn divin, a fost posibil să treacă Alpii printr-o trecere pe teritoriul Taurinilor. Ajunși în Italia, galii i-au învins pe etrusci la râul Ticino și s-au stabilit într-o zonă numită Insubria. Aici Bellovesus a fondat orașul Mediolanum, acum Milano.

## Literatură
- Helmut Birkhan : Celții. Încercați o reprezentare completă a culturii lor. Editura Academiei Austriace de Științe, Viena 1997, ISBN 3-7001-2609-3 .
- Hans Georg Gundel
- Miranda Jane Green: Lumea celtică . Routledge, Londra 1995, ISBN 0-415-05764-7, pp. 517 f.
- Henri Hubert: Ascensiunea celților . Constable, Londra 1987, ISBN 0-09-467790-5, pp. 140
- Susanne Sievers, Otto Helmut Urban, Peter C. Ramsl: Encyclopedia of Celtic Archaeology. A-K și L-Z . Comunicări ale comisiei preistorice în editura Academiei Austriace de Științe, Viena 2012, ISBN 978-3-7001-6765-5, p. 152.